# Drum național 13
Der Drum național 13 (rumänisch für „Nationalstraße 13“, kurz DN13) ist eine Hauptstraße in Rumänien. Er bildet einen Abschnitt der Europastraße 60.

## Verlauf

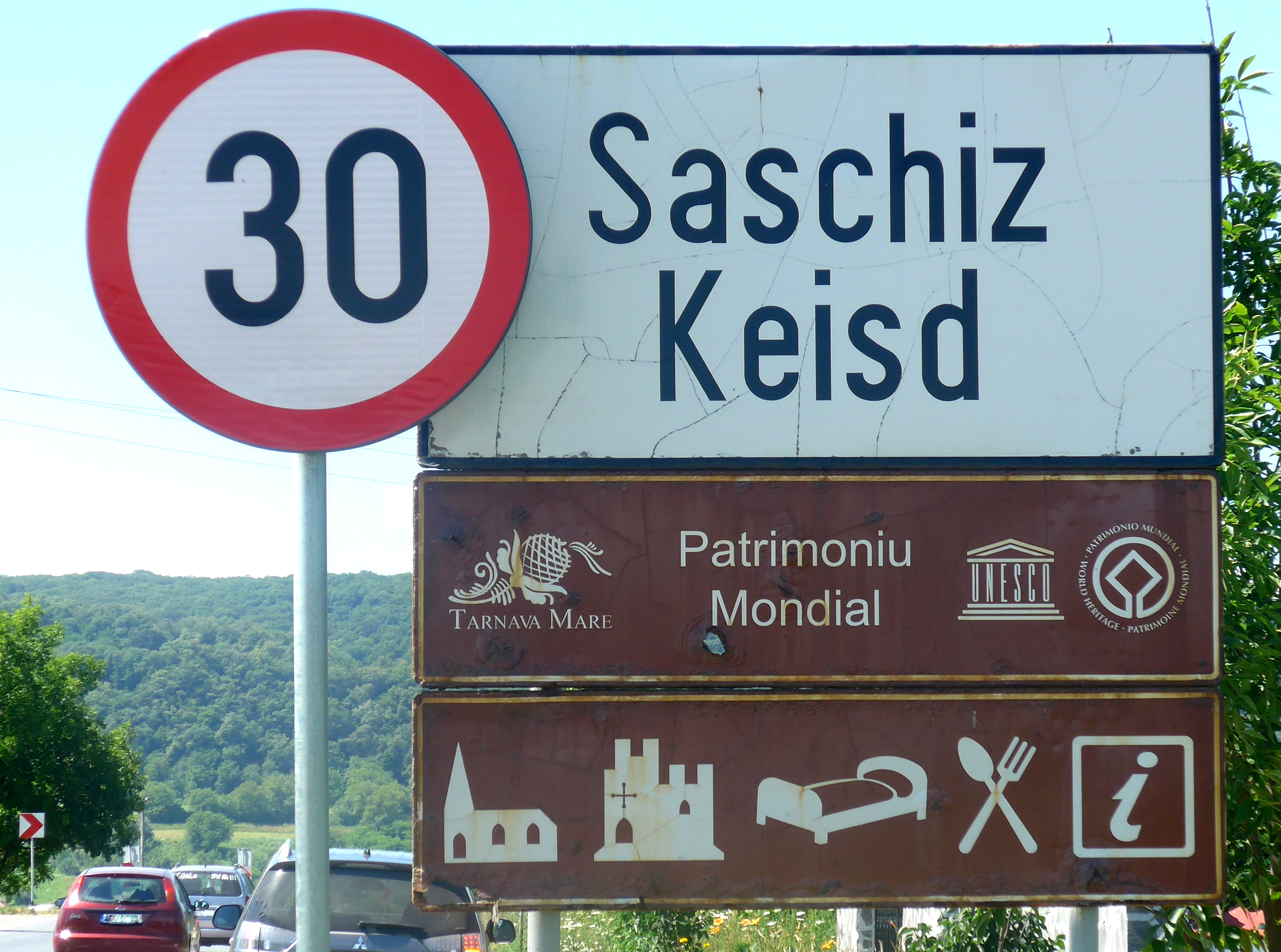
Ortsschild in Sachiz/Keisd

Die Straße zweigt in Brașov (Kronstadt) vom Drum național 1 (zugleich Europastraße 68) ab, verläuft in nordwestlicher Richtung über Feldioara, wo der Drum național 13E  nach Osten abzweigt, und Măieruș (Nußbach) durch das Perșani-Gebirge über den Pasul Bogata (620 m) nach Hoghiz, wo der Drum național 1J von Süden kommend einmündet, überquert den Olt, umgeht die Stadt Rupea (Reps) und führt durch Saschiz (Keisd) und Vânători, wo das Tal der Târnava Mare (Großen Kokel) erreicht wird und der Drum național 13C nach Nordosten abzweigt, nach Sighișoara (Schäßburg), an dessen Westrand der Drum național 14 endet, überschreitet die Târnava Mare und in Bălăușeri (Bladenmarkt), wo nach Osten der Drum național 13A abzweigt, die Târnava Mică (Kleine Kokel) und endet schließlich in der Kreishauptstadt Târgu Mureș (Neumarkt am Mieresch) am Drum național 15.
Die Länge der Straße beträgt rund 169 Kilometer.